# Бобков, Валерий Константинович
Валерий Константинович Бобков (р. 31 июля 1948, Алатырь, Чувашская АССР, РСФСР, СССР) — советский и российский художник-живописец, график, скульптор; общественный деятель, один из первых организаторов и участник чернобыльского движения, деятель казачьего движения. Почётный гражданин города Чебоксары (1997).
Член Союза художников СССР (1984), Заслуженный художник Чувашской ССР (1991). Получил известность как первый и единственный в СССР профессиональный художник, создававший картины в зоне отчуждения Чернобыльской АЭС. За цикл работ «Мой Чернобыль» награждён Золотой медалью Российской академии художеств (1994).

## Биография

### Происхождение
Валерий Бобков родился 31 июля 1948 года. Отец — Бобков Константин Иванович — происходил из донских казаков, мать — русская из Алатыря. Место рождения В. К. Бобкова — исправительно-трудовая колония на 24 км Люльско-Сурской железнодорожной ветки («почтовый ящик 34/1» — будущий посёлок Первомайский), находившаяся на территории Алатырского района Чувашской АССР, где жила мать, осужденная в 1948 году на 8 лет. Родители познакомились, когда вернувшийся с Великой Отечественной войны командир разведроты капитан Константин Бобков приехал с ранениями на лечение в санаторий близ села Чуварлеи Алатырского района, где работала мать Валерия Бобкова. Сам Валерий Бобков относит себя к «потомственным казакам в восьмом поколении».
Имя Валерию Бобкову мать дала по совету («по благословению») бывшего священнослужителя, отбывавшего наказание в трудовой колонии. У кормящей мамы молока не всегда было достаточно, и ребёнка докармливала «мордовочка Рая» (малыша тайно передавали через ограду колонии в течение 2-х лет) («Спустя годы, живя в Алатыре, мы с мамой как-то встретили эту женщину на базаре. Я не понимал тогда почему она говорила, что можешь называть меня своей второй мамой»). По закону младенец мог находиться в колонии с матерью только до 2-х лет, и Валерий по достижении этого возраста был временно определён в детский дом. После того, как отец «добился доказательств невиновности матери», уголовное дело было пересмотрено; в 1952 году, когда Валерию было 3 года и 7 месяцев, мать была оправдана, реабилитирована и освобождена (ей также вернули награды и вручили официальное письмо с извинениями). После освобождения матери Валерий Бобков был крещён в Крестовоздвиженской церкви города Алатыря.
Валерий Бобков с 1967 по 1969 году проходил срочную службу в Советской армии; был в составе советских войск, введенных в Чехословакию в 1968 году. После окончания службы в 1969 году начал работать на заводе «Электроавтомат» (Алатырь Чувашской АССР) художником-оформителем; затем был старшим художником административно-хозяйственного отдела, организовал и возглавил бюро промышленной эстетики. В 1974 году впервые представил свои работы на республиканскую выставку в городе Чебоксары.
В 1977 году окончил художественно-графический факультет Чувашского государственного педагогического института им. И. Я. Яковлева. Стажировался на Академической даче им. И. Е. Репина (Калининская область) и в музее «Дача Константина Коровина» (деревня Охотино Ярославской области), практикуясь в области пейзажа и натюрморта.

### Творческая карьера
С 1978 до 1985 года работал в городе Чебоксары в Чувашском отделении Художественного фонда РСФСР в должности начальника творческого цеха. С 1978 года участвует на республиканских (Чувашская АССР), региональных, всероссийских и всесоюзных выставках. В 1983 году участвовал на всесоюзной выставке «Молодость страны», в 1985 году — на выставке «Земля и люди». В 1985 году был директором 6-й зональной выставки «Большая Волга» в Чебоксарах.
После аварии на Чернобыльской АЭС 26 апреля 1986 года как военнообязанный был призван (июль 1986) на спецсборы по ликвидации последствий аварии («Я как военный поехал на ликвидацию аварии. Так получилось, что оказался единственным профессиональным художникам там»). В свободное от службы время урывками на листах бумаги, картоне, холсте писал пейзажи, изображая места, пораженные радиацией («В нерабочее время я просил политотдел разрешить мне делать зарисовки с мест, этюды. Уехать домой должен был в декабре, но вместо этого попал в больницу с тяжёлой формой лучевой болезни»). В 1986 году в 30-километровой зоне отчуждения организовал установку первого посвящённого ликвидаторам аварии памятника «Жертвам Чернобыльской АЭС». От лучевого ожога у В. К. Бобкова были повреждены глаза, перенес несколько операций, остался инвалидом.
В 1987 году снова поехал в зону отчуждения Чернобыльской АЭС, где в городе Припять, в близлежащих сёлах и на радиационных могильниках работал над созданием картин о закрытом городе («Уже после 1986-го, будучи инвалидом, выезжал в загрязненную зону, жил там и писал картины»). С сентября по декабрь 1988 года принимал участие в сооружении саркофага четвёртого энергоблока Чернобыльской АЭС. В 1989 году снова пять месяцев провёл в закрытом городе Припяти («в окружении пустых домов и охраны»). В итоге с 1987 по 1991 год была создана серия из 127 картин под общим названием «Город-призрак». Некоторые работы остались в зоне заражения, так как они не прошли радиационный контроль; работы, которые не прошли дозиметрический контроль и дезактивацию, были сожжены. Часть картин была обрезана, так как, несмотря на дезактивацию, на них сохранялся радиоактивный фон. Некоторые рисунки не разрешал вывезти из Чернобыльской зоны Первый отдел (акварели из серии «Город-призрак», 1988: «Славься, Отечество наше свободное!», «Город Припять. Улица Спортивная»). В октябрьском номере журнала «Огонёк» в 1988 году вышла статья журналиста и художника Олега Туркова о творчестве В. К. Бобкова.
За работу в зоне отчуждения Чернобыльской АЭС Центральный комитет ВЛКСМ наградил В. К. Бобкова почётной грамотой и знаком «Воинская доблесть». В 1989 году за цикл картин «Чернобыль глазами художника» В. К. Бобков Министерством культуры СССР был награждён Серебряной медалью им. М. Б. Грекова. О чернобыльских работах В. К. Бобкова в Чебоксарах писала республиканская газета «Молодой коммунист», в Москве — общесоюзный журнал «Искусство». Указом президента СССР М. С. Горбачева от 31 июля 1990 года № 439 «О награждении тов. Бобкова В. К. орденом „За личное мужество“» «за мужество и героизм, проявленные при ликвидации последствий аварии на Чернобыльской АЭС» художник был награжден орденом «За личное мужество».
С 1990 по 1996 год были организованы благотворительные международные выставки чернобыльских работ В. К. Бобкова: в Никарагуа, дважды в Австралии (1993), Венгрии, Италии, Швеции, Франции, Бенине, Того. В 1992 году выставка была организована в США — в Национальной галерее «Анкоридж» (Аляска). Средства, вырученные от проведения передвижных выставок (более 200 тысяч долларов США) направлялись на лечение пораженных радиацией детей — были организованы лечение и реабилитация более 1200 детей, проживающих на загрязненных территориях России, Украины, Беларуси. Средства от проведенной выставки в Испании были направлены на лечение облученных во время ликвидации Чернобыльской аварии солдат срочной службы. Чернобыльские полотна В. К. Бобкова получили ряд наград, среди которых: Кубок признания в 1996 году в Швеции, дипломы и благодарности в США, Австралии и других государствах. Две персональные выставки картин на тему чернобыльской аварии организованы в городах Чебоксары и Алатырь в 1993 году; персональные выставки состоялись также в Москве.
По представлению Союза художников Чувашии, Союза «Чернобыль» России, Комитета по делам инвалидов и семей, потерявших кормильцев 8 февраля 1994 года В. К. Бобков за цикл работ (120 картин) «Мой Чернобыль», созданных с 1986 по 1991 год, был награждён Золотой медалью Российской академии художеств. В № 5 журнала «Наука и жизнь» за 1994 год были опубликованы ряд графических работ В. К. Бобкова, выполненных на месте Чернобыльской аварии.
В 1994 году по приглашению посла России в Италии В. К. Бобков находился в Италии, где за время пребывания написал серию картин об Италии (20 живописных и акварельных работ) и организовал персональную выставку работ о Чернобыле. Папа Римский Иоанн Павел II («Вы написали не Везувий, а сердце Италии») в 1995 году на личном приёме вручил В. К. Бобкову подарок — серебряный крест с бриллиантом на тонкой цепочке («Но я ответил, что наш крест — другой, православный, а вот цепочку возьму. Почему бы не взять?»). Картина «У подножья вулкана Везувий», подаренная папе, была передана в музей Сикстинской капеллы.
В 1996 году российская киностудия «Центрнаучфильм» сняла 26-минутный документальный фильм «Ликвидатор Бобков» (режиссер: Леонид Попов, автор сценария: Светлана Володина).
Создавал картины, работая на Дальнем Востоке, Магадане, Якутии, посетил Алтай, Урал, Прибалтику, Северный Кавказ. С 31 июля по 5 августа 2008 года в Чувашском государственном художественном музее (Чебоксары) прошла персональная выставка В. К. Бобкова.
В 2014 году художник передал Чувашскому национальному музею десять графических работ, выполненных на месте Чернобыльской аварии. На них изображена техника, на которой во время катастрофы работали люди. В 2019 году передал Национальной библиотеке Беларуси свои работы «Трагедия рыжего леса» и «Радиационная земля. Село Белая Сорока», написанные в 1986—1987 годы в Чернобыльской зоне (Валерий Бобков: «Каждая из этих работ имеет на обратной стороне пометку на право вывоза из 30-километровой зоны — полотна не несут радиационной опасности»). В 2019 году передал по десять своих работ Чувашскому национальному музею и Чувашскому государственному художественному музею.

### Общественная деятельность
С 1988 года — один из первых в СССР организаторов чернобыльского движения. Принимал участие в составе рабочей группы Государственной комиссии по чрезвычайным ситуациям Совета министров СССР (1990) при разработке закона Российской Федерации «О социальной защите граждан, пострадавших от Чернобыльской и других радиационных катастроф». Участвовал в работе Государственного комитета РСФСР по ликвидации последствий аварии на Чернобыльской АЭС. Был советником министра МЧС России, председателем Комитета по делам инвалидов и семей потерявших кормильцев и первым вице-президентом Союза «Чернобыль» России. С 1990 по 2000 год был президентом Чувашской республиканской организации инвалидов Союз «Чернобыль». 20 февраля 1992 года В. К. Бобков стал заместителем председателя совета попечителей международной организации «Чернобыль-Помощь».
В. К. Бобков до середины 1998 года был руководителем Республиканской общественной организацией «Землячество казаков Чувашии». Как утверждает сам В. К. Бобков, в 1998 году начальником Главного управления казачьих войск при Президенте Российской Федерации ему был присвоен чин казачьих обществ (специальное звание) — казачий полковник. В сентябре 2000 года В. К. Бобков был одним из учредителей Региональной общественной организации «Землячество казаков Дона» Международного союза общественных объединений (МСОО) «Всевеликое войско Донское», в состав которой в дальнейшем вошли члены казачьих обществ, проживающих на территории Чувашской Республики; руководителем (атаманом) организации был избран В. К. Бобков. В 2009 году В. К. Бобков был избран руководителем (атаманом) Отдела Волжского войскового казачьего общества по Чувашской Республике. 29 ноября 2017 года стал руководителем Станичного казачьего общества «Атаманская станица Николаевская» В. К. Бобков подписал с министром природных ресурсов Чувашии А. П. Коршуновым соглашение о том, что члены казачьих обществ Чувашии будут помогать охранять леса Чувашской Республики. С 2017 по 2020 год был членом Общественной палаты Союзного государства.
Являлся помощником депутата Государственной думы генерала армии И. Н. Родионова. В 2007 году участвовал в избирательной кампании на выборах депутатов Государственной Думы V созыва в качестве возможного кандидата в депутаты от Политической партии «Народный Союз».
8 июля 2016 года по инициативе В. К. Бобкова в Чебоксарах на площади у Свято-Троицкого мужского монастыря был воздвигнут памятник святым Петру и Февронии Муромским.
В 2017 году организовал благотворительные концерты казачьих ансамблей в Чебоксарах, и собранные денежные средства (225 000 рублей) В. К. Бобков в присутствии командира Казачьей национальной гвардии Всевеликого войска Донского Н. И. Козицына лично передел детским учреждениям Донбасса (детские сады и детские дома из Антрацита, Свердловска, Красного Луча).
Является (2022) председателем Комитета по делам казачества Международной общественной палаты созыва 2020—2025. Является (2022) руководителем (атаманом) Общественной организации «Казачий культурный центр Чувашской Республики», членом Центрального совета Общероссийского общественного движения «Россия православная». С 19 октября 2022 года — член рабочей группы по делам казачества в Чувашской Республике при Министерстве культуры, по делам национальностей и архивного дела Чувашской Республики. С 2022 года председатель (атаман) Ассоциации возрождения казачьих организаций «Атаманская станица Николаевская» (Чебоксары), созданного путем преобразования Станичного казачьего общества «Атаманская станица Николаевская».
В декабре 2022 года в Чувашском кадетском корпусе имени А. В. Кочетова атаман Казачьего культурного центра Чувашской Республики В. К. Бобков вручил отличившимся кадетам награды Общероссийского общественного движения «Россия православная».

## Семья, личная жизнь и убеждения

### Семья
Мать — В. К. Бобкова — во время Великой Отечественной войны участвовала в строительстве Сурского рубежа на участке около посёлка Новиковка Алатырского района Чувашской АССР. С 1945 года она работала в санатории в селе Чуварлеи Алатырского района, куда с военными ранениями приехал на лечение капитан Бобков Константин Иванович, за которого вышла замуж в 1947 году. В дальнейшем родители В. К. Бобкова жили в Алатыре на улице Пушкина, где мать начала работать в киоске, в котором реализовывался хлеб по карточкам. В 1948 году, когда она уже была беременной, была осуждена на 8 лет (со слов Валерия Бобкова после пожара в «киоске, где  сгорели хлебные карточки») и определена в исправительно-трудовую колонию, расположенную на 24-м километре Люльско-Сурской железнодорожной ветки в Алатырском районе (будущий посёлок Первомайский). После реабилитации и освобождения в 1952 году матери, как ветерану тыла, были возвращены награды; мать также получила официальное письмо с извинениями. После смерти отца в 1960 году (боевые ранения) мать вышла замуж во второй раз и родила двух дочерей.
Валерий Бобков женат. Супруга — Бобкова Нина Николаевна — значилась одним из учредителей Станичного казачьего общества «Атаманская станица Николаевская» (Чебоксары). Есть сын, прошедший срочную армейскую службу.

### Личная жизнь и убеждения
Валерий Бобков — православный. Из-за лучевого ожога сетчатки он потерял зрение левого глаза, второй тоже видит плохо; перенес шесть операций на глаза. Инвалид II группы.
Был в дружеских отношениях с учёным Л. П. Кураковым (1943—2020), по инициативе которого в 2020 году режиссёром Виктором Чугаровым был создан фильм «Казачество Чувашии», рассказывающий о казачьем движении в Чувашской Республике и В. К. Бобкове.
Проживает в городе Чебоксары (2022).
О месте своего рождения — посёлке Первомайский: «Удивительно, но живя в Алатыре, совсем рядом от Первомайки, я ни разу там не был. <...> Уже когда я баллотировался в депутаты, в 2006 году, поехал на встречу. Вся атмосфера серого здания Первомайской школы, где жили офицеры с семьями ужасно давила на меня. Стало плохо — поднялось давление… Вторая встреча с жителями была на окраине, в поселковом совете. Я вдруг почувствовал неприятие и отторжение этих людей. Ничего подобного прежде я не чувствовал. Они говорили о сложившихся проблемах в посёлке после закрытия лесхоза, о безработице. А я не чувствовал к ним сострадания, участия. Перед глазами были те страдания, которые пришлось претерпеть маме».

## Работы

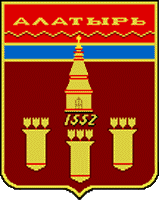
Герб города Алатырь (1979—1991)

Является автором варианта герба города Алатырь, действовавшего с 1979 по 1991 год. 21 ноября 1978 года решением Алатырского городского Совета народных депутатов была организована комиссия в составе 13 человек по разработке герба Алатыря, которую возглавил художник Н. В. Овчинников. Среди 47 проектов первая премия присуждена не была, а второе и третье место заняли работы художника Валерия Бобкова. Доработанный проект герба, согласно замечаниям, был утвержден исполкомом 29 августа, а 24 октября 1979 года утверждён XIII сессией Алатырского городского Совета народных депутатов XVI созыва.
Является автором первого в СССР памятника, посвященного ликвидаторам Чернобыльской аварии. Скульптура в виде пожарного, боровшегося с радиоактивным огнем, была создана в 1987 году, когда В. К. Бобков находился в зоне отчуждения в качестве призванного на ликвидацию последствий аварии. Скульптура была создана из бетона, доставляемого на реактор («оттуда немного брал, разумеется, получив разрешение, и на свою скульптуру»). На открытие памятника была приглашена семья Героя Советского Союза Виктора Кибенка, погибшего во время тушения четвертого блока Чернобыльской АЭС.
Среди работ картины: «С Днём Победы» (1982), «Кузница» (1984), «Въезд Емельяна Пугачёва в Алатырь» (1976—1977), «Натюрморт с музыкальной шкатулкой» (1985), два цикла картин и триптих «Быль Чернобыля», триптих «Ворота в Литву. Тракайский замок» (1991), «Кратер вулкана Везувий» (1999), серия живописных работ «Помпеи» (2000) и др. Триптих «Быль Чернобыля» (1986—1993) выставлялся на художественной выставке в московском Манеже.
Всего в художественной коллекции Валерия Бобкова насчитывается более 500 картин. Картины художника являются частью коллекции Чувашского государственного художественного музея, Чувашского национального музея; 185 картин находятся в музеях за пределами России. Две картины находятся в Национальной библиотеке Беларуси. В музее Сикстинской капеллы в Ватикане находится картина «У подножия вулкана Везувий». В период с 1994 по 2008 годы Валерий Бобков подарил городу Алатырю 11 картин, 6 из которых посвящены гербу Алатыря; в 2018 году Алатырскому краеведческому музею передал 16 работ, среди которых живопись (в их числе картина «Въезд Емельяна Пугачёва в Алатырь»), графика, эскизы знаков и медалей МЧС России.
В. К. Бобков является соавтором памятника святым Петру и Февронии Муромским, воздвигнутого в Чебоксарах; автором установленного 9 мая 1987 года монумента участникам Великой Отечественной войны в селе Лащ-Таяба Яльчикского района Чувашской Республики.

## Награды

### Награды СССР и Российской Федерации
- Орден «За личное мужество» (указ Президента СССР от 31 июля 1990 № 439 «О награждении тов. Бобкова В. К. орденом „За личное мужество“»)
- Орден «Дружба народов» (указ Президента Российской Федерации от 10 июня 1992)
- Орден Почёта (указ Президента Российской Федерации от 27 января 1997)
- Медаль «Защитнику свободной России» (указ Президента Российской Федерации от 22 апреля 1996)
- Серебряная медаль имени М. Б. Грекова (1989, награда Совета министров СССР)

### Награды Чувашской Республики
- Заслуженный художник Чувашской ССР (1991)
- Памятная медаль «100-летие образования Чувашской автономной области» (2020)
- Почётная грамота Министерства по физической культуре, спорту и туризму Чувашской Республики (2008)

### Муниципальные награды
- Почётный гражданин города Алатырь (1993)
- Почётный гражданин города Чебоксары (1997)
- Почётная грамота администрации Яльчикского района Чувашской Республики (2018)  — за проект монумента участникам Великой Отечественной войны в селе Лащ-Таяба
- Благодарственное письмо Главы администрации города Чебоксары (2008)

### Общественные награды
- Почётная грамота ЦК ВЛКСМ
- Знак ЦК ВЛКСМ «Мастер — золотые руки»
- Знак ЦК ВЛКСМ «Воинская доблесть»
- Почётная грамота Припятского городского комитета Компартии Украинской ССР
- Золотая медаль Российской академии художеств[31] (1994) — за серию работ «Мой Чернобыль»
- Почётная грамота Чувашского обкома ВЛКСМ
- Орден Святого Благоверного Князя Даниила Московского III степени (награда Русской православной церкви)
- Орден Преподобного Сергия Радонежского III степени (награда Русской православной церкви)
- Наградной крест «За заслуги перед казачеством России» IV степени (2005[32], награда учреждена решением Совета атаманов войсковых казачьих обществ Российской Федерации от 5 мая 2000)
- Нагрудный знак «Герой национального возрождения Донского казачества» (награда Международного союза общественных организаций «Всевеликое войско Донское» — атамана Н. И. Козицына)
- Нагрудный знак «Казачья национальная гвардия» (награда Казачьей национальной гвардии Всевеликого войска Донского)
- Знак «Медаль „Золотая Звезда“» и Знак «Орден Ленина» (1998, награды общественного объединения «Постоянный Президиум Съезда народных депутатов СССР»)
- Занесён на Доску почёта воинской части № 55237 на аллее «Герои Чернобыля»[3] (Ярославль)

## В. К. Бобков в культуре
- Документальный фильм «Ликвидатор Бобков» (1996, Центрнаучфильм; режиссер: Л. С. Попов, операторы: К. Федорович)
- Документальный фильм «Казачество Чувашии» (2020, режиссёр: В. А. Чугаров)
- В Калужском музее изобразительных искусств хранится картина «Портрет художника Валерия Бобкова», созданная в 1988 году Заслуженным художником Российской Федерации Станиславом Минченко (1947—2016).
- В Чувашском государственном художественном музее хранится «Автопортрет» В. К. Бобкова, созданный им в 2018 году (холст, масло. 71 х 53,5).